# Dirka po Španiji 1968
Dirka po Španiji 1968 (špansko Vuelta a España 1968) je 23. izvedba dirke po Španiji, tritedenske moške cestne kolesarske etapne dirke. Začela se je 25. aprila v Zaragozi in končala 12. maja v Bilbau. Sodelovalo je 90 kolesarjev iz 9-ih ekip. Rumeno majico je prvič osvojil Felice Gimondi (Salvarani), drugo mesto José Pérez Francés (Kas–Kaskol), tretje pa Eusebio Vélez (Fagor–Fargas). Modro majico je osvojil Jan Janssen (Pelforth–Sauvage–Lejeune), zeleno majico Francisco Gabica (Fagor–Fargas), rdečo majico pa Carlos Echeverría (Kas–Kaskol). 15. etapa je bila odpovedana zaradi bombnega napada baskovske nacionalistične organizacije ETA ob trasi dirke.

## Ekipe
- Bic
- Fagor–Fargas
- Ferrys
- Faema
- Goldor-Gerka-Main d’Or
- Karpy
- Pelforth–Sauvage–Lejeune
- Salvarani
- Kas–Kaskol

## Etape
| Etapa | Datum     | Štart/Cilj                    | Razdalja | Tip     | Tip                  | Zmagovalec                  |
| ----- | --------- | ----------------------------- | -------- | ------- | -------------------- | --------------------------- |
| 1a    | 25. april | Zaragoza – Zaragoza           | 130 km   |         |                      | Jan Janssen (NED)           |
| 1b    | 25. april | Zaragoza – Zaragoza           | 4 km     |         | posamični kronometer | Jan Janssen (NED)           |
| 2     | 26. april | Zaragoza – Lleida             | 195 km   |         |                      | Michael Wright (GBR)        |
| 3a    | 27. april | Lleida – Barcelona            | 165 km   |         |                      | Tommaso de Pra (ITA)        |
| 3b    | 27. april | Barcelona – Barcelona         | 38 km    |         |                      | Rudi Altig (FRG)            |
| 4     | 28. april | Barcelona – Salou             | 108 km   |         |                      | Michael Wright (GBR)        |
| 5     | 29. april | Salou – Vinaròs               | 106 km   |         |                      | Rudi Altig (FRG)            |
| 6     | 30. april | Vinaròs – Valencija           | 148 km   |         |                      | Pietro Guerra (ITA)         |
| 7     | 1. maj    | Valencija – Benidorm          | 144 km   |         |                      | Wilfried Peffgen (FRG)      |
| 8     | 2. maj    | Benidorm – Almansa            | 167 km   |         |                      | Manuel Martín Piñera (ESP)  |
| 9     | 3. maj    | Almansa – Alcázar de San Juan | 230 km   |         |                      | José María Errandonea (ESP) |
| 10    | 4. maj    | Alcázar de San Juan – Madrid  | 173 km   |         |                      | Domingo Perurena (ESP)      |
| 11    | 5. maj    | Madrid – Palencia             | 242 km   |         |                      | Ramón Sáez (ESP)            |
| 12    | 6. maj    | Villalón de Campos – Gijón    | 236 km   |         |                      | José Pérez Francés (ESP)    |
| 13    | 7. maj    | Gijón – Santander             | 203 km   |         |                      | Victor Van Schil (BEL)      |
| 14    | 8. maj    | Santander – Vitoria           | 244 km   |         |                      | Eduardo Castelló (ESP)      |
| 15    | 9. maj    | Vitoria – Pamplona            |          |         |                      | odpovedana                  |
| 16    | 10. maj   | Pamplona – San Sebastián      | 204 km   |         |                      | Luis Santamarina (ESP)      |
| 17    | 11. maj   | San Sebastián – Tolosa        | 67 km    |         | posamični kronometer | Felice Gimondi (ITA)        |
| 18    | 12. maj   | Tolosa – Bilbao               | 206 km   |         |                      | Manuel Martín Piñera (ESP)  |
|       | Skupaj    | Skupaj                        | 3014 km  | 3014 km | 3014 km              | 3014 km                     |

## Končna razvrstitev
| Legenda | Legenda                                    | Legenda | Legenda                          |
| ------- | ------------------------------------------ | ------- | -------------------------------- |
|         | Predstavlja vodilnega v skupnem seštevku   |         | Predstavlja vodilnega po točkah  |
|         | Predstavlja vodilnega v gorski razvrstitvi |         | Predstavlja vodilnega v šprintih |

### Rumena majica
| Poz. | Kolesar                 | Ekipa                    | Čas         |
| ---- | ----------------------- | ------------------------ | ----------- |
| 1    | Felice Gimondi          | Salvarani                | 78h 29' 00" |
| 2    | José Pérez Francés      | Kas–Kaskol               | + 2' 15"    |
| 3    | Eusebio Vélez           | Fagor–Fargas             | + 5' 08"    |
| 4    | José María Errandonea   | Fagor–Fargas             | + 5' 19"    |
| 5    | Vittorio Adorni         | Faema                    | + 5' 26"    |
| 6    | Jan Janssen             | Pelforth–Sauvage–Lejeune | + 5' 43"    |
| 7    | Antonio Gómez del Moral | Kas–Kaskol               | + 5' 55"    |
| 8    | Carlos Echeverría       | Kas–Kaskol               | + 6' 00"    |
| 9    | Lucien Aimar            | Bic                      | + 6' 40"    |
| 10   | Jos Spruyt              | Faema                    | + 7' 50"    |
| 11   | Luis Otaño Arcelus      | Fagor–Fargas             |             |
| 12   | Jean-Pierre Ducasse     | Pelforth–Sauvage–Lejeune |             |
| 13   | Francisco Gabica        | Fagor–Fargas             |             |
| 14   | Michael Wright          | Bic                      |             |
| 15   | Ventura Díaz Arrey      | Ferrys                   |             |
| 16   | José Manuel Lopez       | Fagor–Fargas             |             |
| 17   | José Antonio Momeñe     | Fagor–Fargas             |             |
| 18   | Rudi Altig              | Salvarani                |             |
| 19   | Andrés Gandarias        | Kas–Kaskol               |             |
| 20   | Cees Haast              | Bic                      |             |
| 21   | Fernando Manzaneque     | Karpy                    |             |
| 22   | Wilfried Peffgen        | Salvarani                |             |
| 23   | Victor Van Schil        | Faema                    |             |
| 24   | Domingo Perurena        | Fagor–Fargas             |             |
| 25   | Sebastián Elorza Uria   | Kas–Kaskol               |             |